# Política de Defesa e de Segurança Comum
A Política Comum de Segurança e Defesa, ou PCSD, é um elemento importante da política da União Europeia (UE) e é o domínio da política da UE que abrange a defesa e os aspectos militares. A PCSD é o sucessor da Segurança e Defesa da Identidade Europeia sob a tutela da NATO, mas difere na medida em que se insere no âmbito da jurisdição da União Europeia em si, incluindo os países sem laços com a NATO. Com a entrada em vigor do Tratado de Lisboa, sucedeu à Política Europeia de Segurança e de Defesa.
Formalmente, a Política Comum de Segurança e Defesa é um domínio do Conselho da União Europeia, sendo um organismo intergovernamental em que os Estados-membros estão representados. No entanto, o Alto Representante da União para os Negócios Estrangeiros e a Política de Segurança, também desempenha um papel significativo. Na qualidade de Secretário-Geral do Conselho, compete-lhe preparar e analisar as decisões a serem feitas antes de serem levadas ao Conselho. Ele é apoiado pelo Secretariado-Geral do Conselho da União Europeia.

## Estrutura atual
- Agência Europeia de Defesa
- Helsinki Headline Goal
- Força Gendarmaria Europeia
- Grupos de Combate da União Europeia
- Instituto dos Estudos de Segurança da União Europeia (IESUE)

Os seguintes órgãos políticos e militares permanentes foram estabelecidos após a aprovação do Conselho Europeu:
- Comité Político e de Segurança ou CPS
- Comité Militar da União Europeia ou CMUE
- Pessoal Militar da União Europeia ou EMUE
- Comité para os Aspectos Civis da Gestão de Crises ou CIVCOM

A partir de 1 de Janeiro de 2007, o Centro de Operações da UE começou a trabalhar em Bruxelas. Ele pode comandar um tamanho limitado de cerca de 2000 tropas (por exemplo, um agrupamento tático).
Para além do centro da UE, cinco sedes operacionais nacionais foram disponibilizados para uso da União: Mont Valerien em Paris, Northwood em Londres, Potsdam, Centocelle em Roma e Larissa. A UE pode também utilizar unidades da NATO.

## Futura leitura
- Nugent, Neill (2006). The Government and Politics of the European Union. Col: The European Union Series Paperback 630pp ed. [S.l.]: Palgrave Macmillan, New York. ISBN 0-230-00002-9, Hardback 630pp, Palgrave Macmillan, New York, ISBN 0-230-00001-0 Verifique |isbn= (ajuda)
- Howorth, Joylon (2007). Security and Defence Policy in the European Union. Col: The European Union Series Paperback 315pp ed. [S.l.]: Palgrave Macmillan, New York. ISBN 0-333-63912-X, Hardback 315pp, Palgrave Macmillan, New York, ISBN 0-333-63911-1 Verifique |isbn= (ajuda)
- PhD Thesis on Civilian ESDP - EU Civilian crisis management (Universidade de Genéva, 2008, 441 p. (em francês)